# I-87
I-87 (Interstate 87) — межштатная автомагистраль в Соединённых Штатах Америки, идущая с юга на север от города Нью-Йорк до границы Канады. Протяжённость магистрали — 333,49 мили (536,7 км). Полностью располагается на территории штата Нью-Йорк.

## Маршрут магистрали

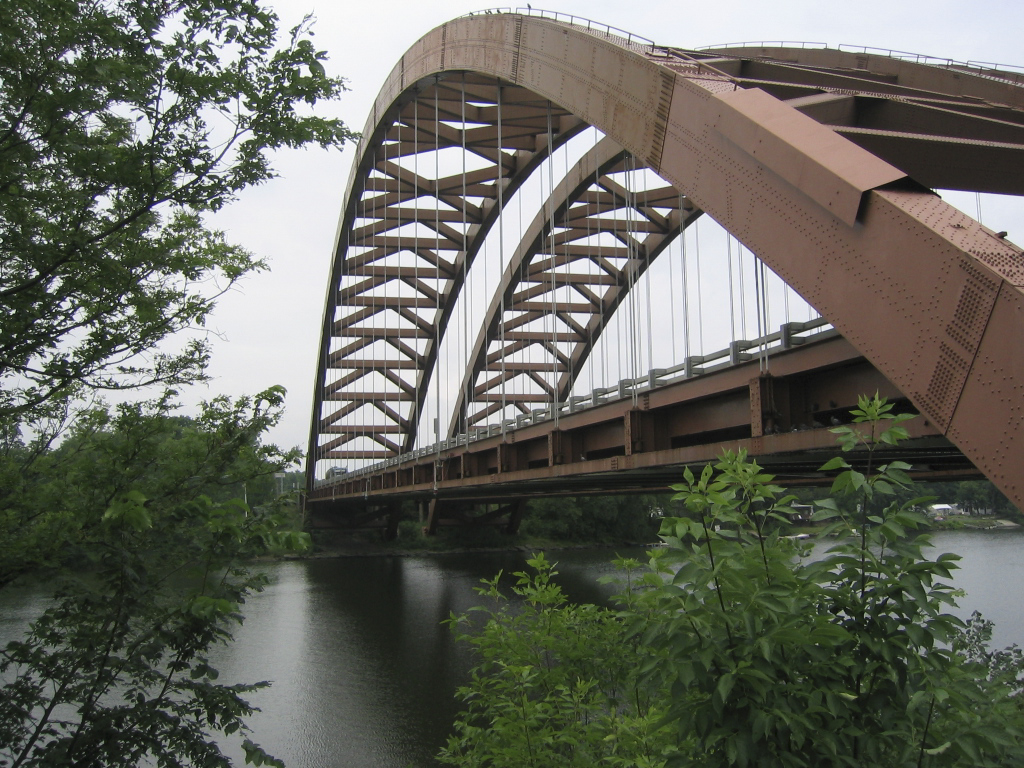
Мост Тадеуша Костюшко в поезд I-87 над рекой Мохок

Южный конец магистрали располагается на территории боро Бронкс на севере Нью-Йорка на пересечении с I-278, соединяющей US 1 и US 9 и I-95. В городе Interstate 87 пересекает US 1 и I-95.
В 11 милях (18 км) к северу от границы Нью-Йорка, в городе Гринберг, I-87 почти под прямым углом поворачивает на запад и соединяется с магистралью I-287, с которой имеет общую трассу на протяжении 15 миль (24 км), включая участок, проходящий по мосту Таппан Зи через Гудзон. В городе Рамапо, округ Рокленд, магистрали разделяются, и I-87 уходит строго на север. В городе Олбани, столице штата, I-87 на протяжении полумили имеет общую трассу с Interstate 90.
После Олбани I-87 направляется на север в сторону границы с Канадой. На границе магистраль переходит в дорогу Квебека A-15.
I-87 имеет три части с собственными названиями и нумерацией выездов:
- Major Deegan Expressway (участок длиной 9 миль (14 км) в пределах Нью-Йорка) имеет выезды с 1 по 14;
- Часть платной автодороги New York State Thruway (участок длиной 149 миль (239 км) между Нью-Йорком и Олбани) имеет выезды с 1 по 24;
- Adirondack Northway (участок длиной 175 миль (280 км) между Олбани и канадской границей) имеет выезды с 1 по 43.

## Основные развязки
- I-95 / US 1, Бронкс
- I-287, Гринберг
- I-287 / NY 17 / NY 59, Рамапо[англ.]
- I-84 / NY 17K / NY 300, Ньюберг
- I-90, Олбани
- US 11, Шамплейн

## Вспомогательные магистрали
- В северных и западных пригородах Нью-Йорка —  I-287
- Съезд в Кингстон —  I-587
- Съезд в Олбани —  I-787